# Мермерини
Мермерини (рос. Мермерины) — присілок в Калінінському районі Тверської області Російської Федерації.
Населення становить 742 особи. Входить до складу муніципального утворення Медновське сільське поселення.

## Історія
Від 2005 року входить до складу муніципального утворення Медновське сільське поселення.

## Населення
| 2008 | 2010 |
| ---- | ---- |
| 761  | ↘742 |